# Finsterthal (Helperknapp)
Finsterthal (lb. Fënsterdall, Féinsterdall) – wieś (Uertschaft) w środkowym Luksemburgu, w kantonie Mersch, w gminie Helperknapp. Do 3 października 2015 miejscowość leżała w dystrykcie Luksemburg, a do 31 grudnia 2017 należała do gminy Boevange-sur-Attert. Liczy ośmiu mieszkańców (31 grudnia 2022). 